# Tommy Körberg
Bert Gustav Tommy Körberg ['ɕœ:r-], tidigare Thuresson, född 4 juli 1948 i Norsjö församling i Västerbottens län, är en svensk sångare och skådespelare.
Redan som barn hade Tommy Körberg lokala uppträdanden och var solist i kör. Den stora debuten kom år 1968 med albumet Nature Boy, som gav honom en Grammis som "Årets Nykomling". År 1969 var han med i Eurovision Song Contest med låten "Judy min vän" och året därpå fick han sina stora hits med låtarna "Drömmen om Elin" och "Som en bro över mörka vatten". 
Under 1970-talet var Körberg medlem i banden Solar Plexus och Made in Sweden och även i föreställningar som Mahagonny, Svea Hund på Göta Lejon och filmen Ronja Rövardotter. Senare etablerade Tommy Körberg sig inom musikal där han fick roller i exempelvis Les Misérables, Sound of Music, Chess och Rivierans guldgossar. Han har också vunnit priser, exempelvis Guldmasken (1991), Karl Gerhards hederspris (1995) och Cornelis Vreeswijk-stipendiet (2012).

## Biografi

### Uppväxt
Tommy Körberg föddes 1948 på Skellefteå BB i en komplicerad förlossning. Hans mor Märta, senare kallad Marta alternativt stavat Martha Bengtsson (född 1929, död 1999 som Märta Körberg) var en ogift 18-åring. lämnade kort därefter bort honom till ett fosterhem i Bjursele under cirka sex månader. Då hans familj uppfattade, att han behandlades illa där, hämtades han hem av sina morbröder och bodde en tid hos sina morföräldrar i Odensala i Uppland.
Då Tommy Körberg var fem år gifte modern sig och han fick flytta hem till henne. Familjen bodde då på Skånegatan 59 i Stockholm; modern var en "Nalenböna" och sjöng i kabarén där, medan styvfadern var gitarrist. Familjen flyttade därefter till Blekinge, där styvfadern öppnade en instrumentverkstad i Ronneby. Familjen bodde i en lägenhet på Ågårdsgatan 17 i Ronneby, nära Brunnsvallen. Tommy Körberg började i folkskolan i Ronneby och modern blev receptionist på kurhotellet Ronneby Brunn. Dottern till hennes chef där lät senare uppkalla en scen efter Tommy Körberg. Makarna skilde sig då Tommy Körberg var i tioårsåldern  Han konfirmerades den 19 maj 1962 i Heliga Kors kyrka i Ronneby. Styvfadern, som hette Georg, var enligt Körberg alkoholiserad och polioskadad.
Tommy Körberg, som då fortfarande hette Thuresson, fick två halvsyskon, Anne-Mi (1955–1999) och Rose Marie ("Rosa", född 1961). Modern träffade därefter Ingvar Körberg, som hon gifte sig med. Han adopterade alla tre barnen och familjen flyttade till en bostad vid hans arbetsplats som lärare på Nordens Folkhögskola på Biskops-Arnö i Uppland. Makarna Körberg skildes i mars 1978.
Sin biologiske far Olof ”Olle” Waleteg (ursprungligen Eriksson, född 1924, död 2006) som var begravningsentreprenör, hade han ingen kontakt med under uppväxten. Först efter 39 års ålder hade de sporadiska kontakter. Han träffade fadern för första gången då denne dök upp vid Körbergs bröllop 1988.

### Karriär

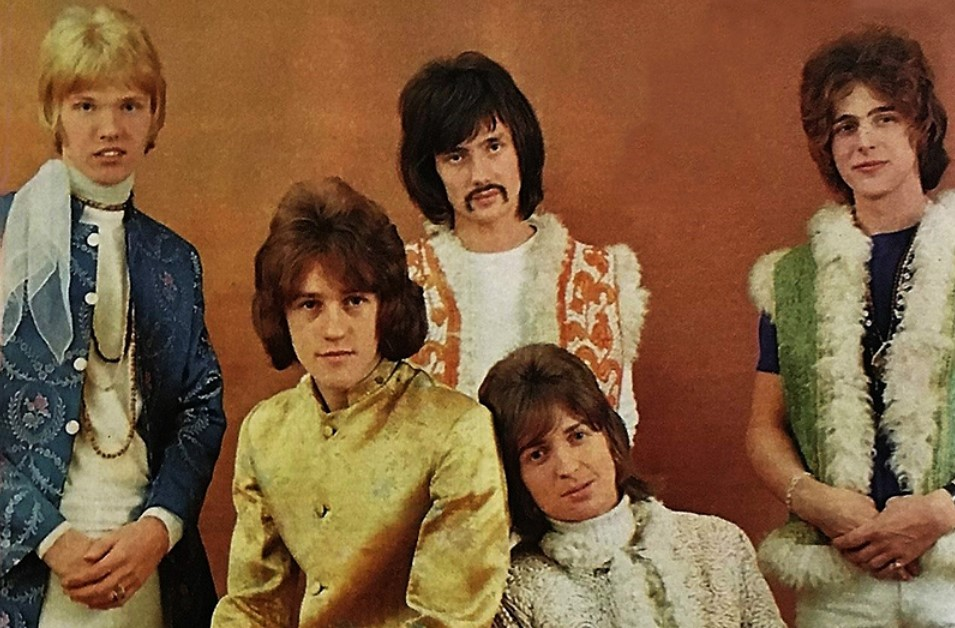
Tommy Körberg (i guldskjorta) i The Maniacs 1967.

I Ronneby debuterade Tommy Körberg i femårsåldern på "Brunnskvittret" vid Ronneby Brunn med att sjunga Gunde Johanssons "Torparvisan". Det första gaget var ett par askar Tutti-Frutti. Körberg fortsatte sin artistkarriär med att återkomma till Ronneby brunnspark med nya sånger.  Under skoltiden debuterade Tommy Körberg i ABF:s manskör i Ronneby, som tog in sin yngste sångare någonsin. Man ställde honom längst fram eftersom han var kortast och dessutom skulle sjunga solo. Bland annat sjöng han den ryska folksången Entonigt ringer den lilla klockan. Gaget var då 75 kronor.

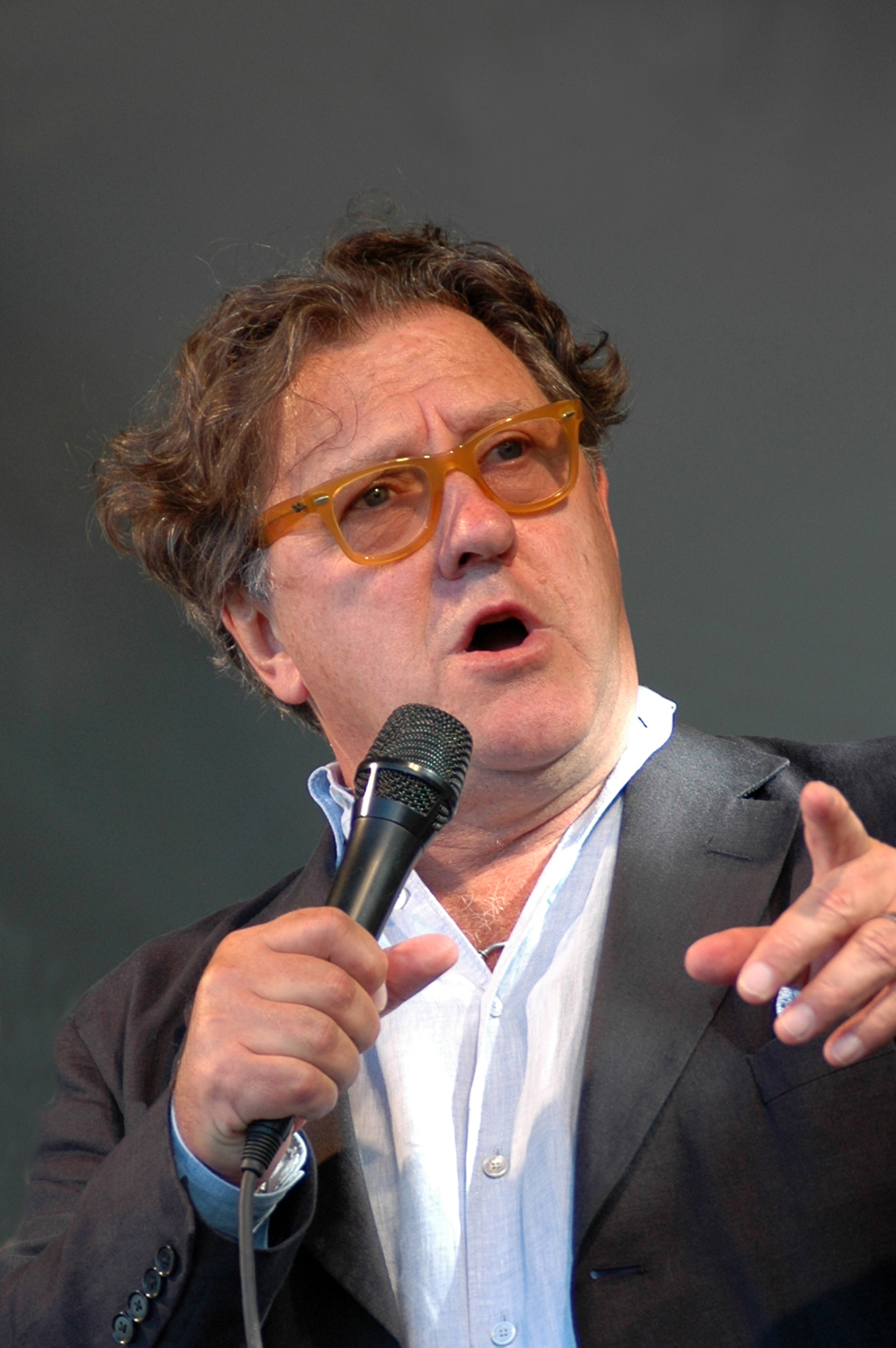
Tommy Körberg på Cornelisdagen 2009.

Efter avslutad skolgång bildade han gruppen Bootleggers i Enköping. Så småningom bytte de namn till Maniacs och hamnade tillsammans med Michael Johansson på den svenska topplistan med Somebody's Taken Maria Away som Tom & Mick & Maniacs från år 1967. Tom & Mick & Maniacs var då en unik grupp med sina dubbla sångare (varav den ena var Tommy Körberg). 1969 gjorde Körberg solodebut med albumet Nature Boy. Samma år deltog han i Melodifestivalen och vann med låten Judy min vän. Vid Eurovision Song Contest 1969 i Spanien kom han på delad 9:e plats.
Under 1970-talet lämnade han popmusiken och var medlem i de mer experimentella grupperna Solar Plexus (1972) och Made in Sweden (1975), där han sjöng jazzrock. Han skrev dock även musiken till ett av bidragen i Melodifestivalen 1972, Krama mig och dansa. Körberg debuterade som skådespelare 1973 i Bertolt Brechts Mahagonny, och som vissångare samma år. År 1976 deltog han i Hasseåtages Svea Hund på Göta Lejon, på Dramaten 1977 i Den kaukasiska kritcirkeln och 1978 spelade han Röde Orm i en musikal på Malmö stadsteater. På 1980-talet var han bland annat med i en föreställning med Jacques Brels sånger, tillsammans med bland andra Evabritt Strandberg. På film medverkade han 1984 i Ronja Rövardotter.
Under 1980- och 1990-talen etablerade han sig som musikalartist och har bland annat medverkat i Animalen (1982), Les Misérables (1990), Sound of Music (1995–1997). I rollen som Lustigs-Per i Skinnarspelet i Malung spelade Körberg i 14 somrar från 1983. Från 1980-talet har han sjungit jazz i Tolvan Big Band. Han ställde åter upp i Melodifestivalen 1988, med låten Stad i ljus, som han vann med. Vid den internationella finalen, Eurovision Song Contest 1988 i Dublin, kom han på 12:e plats. I sina egna föreställningar och skivor har han arbetat mycket tillsammans med Stefan Nilsson och bland annat sjungit visor av 
Carl Michael Bellman (1993), Jacques Brel (1982) och Birger Sjöberg (1973). År 1993 debuterade Tommy Körberg även som psalmsångare.
Redan i den första konsertversionen av Björn Ulvaeus, Tim Rice och Benny Anderssons musikal Chess sjöng han den manliga huvudrollen Anatolij Sergievskij och spelade samma roll i originaluppsättningen i London 1986–1989. Åren 2002–2004 spelade han åter rollen som Anatolij i den svenska uppsättningen på Cirkus i Stockholm. Efter att ha varit gästartist under några av Benny Anderssons Orkesters turnéer blev han 2005 medlem av sällskapet tillsammans med bland andra Helen Sjöholm.
År 2008 spelade han den ena huvudrollen i musikalen Rivierans guldgossar på Cirkus i Stockholm, där han tog över efter Loa Falkman. År 2009 spelade Körberg professor Henry Higgins i My Fair Lady, på Oscarsteatern i Stockholm mot Helen Sjöholm, som gjorde Eliza Doolittles roll. Säsongen 2009/2010 medverkade han tillsammans med Meg Westergren, Björn Ranelid, Kjell Bergqvist och Siw Malmkvist i SVT1:s Stjärnorna på slottet, där Körberg var huvudperson i det sista programmet av fem. Hösten 2010 släppte Körberg soloalbumet Songs for Drinkers and Other Thinkers.
År 2011 medverkade Körberg som sångcoach tillsammans med Danny Saucedo och Pernilla Andersson i TV-programmet True Talent.
I oktober 2012 kom Körberg ut med sina memoarer Sjung tills du stupar, som han berättat för Klas Ekman. En CD-skiva med samma titel som memoarerna kom i november 2012. Den innehåller bland annat låten "Mitt liv". I självbiografin berättade Körberg bland annat om sitt personliga förhållande till bruk och missbruk.
Tommy Körberg deltog med gruppen Ravaillacz i Melodifestivalen 2013 med låten "En riktig jävla schlager". Gruppen deltog i den tredje deltävlingen och gick där vidare till finalen.
Under hösten 2018 hade Tommy Körberg huvudrollen i pjäsen "Lola" på Cirkus Skandiascenen i Stockholm. Pjäsen är en musikalisk monolog "om längtan, rädsla, utanförskap och vad det gör med en människa". framarbetad av Körberg och Sunil Munshi.
2022 var Tommy Körberg huvudperson i TV4:s Vilket liv! där hans liv och karriär passerade revy med mängder av vänner och gäster.

### Priser och utmärkelser

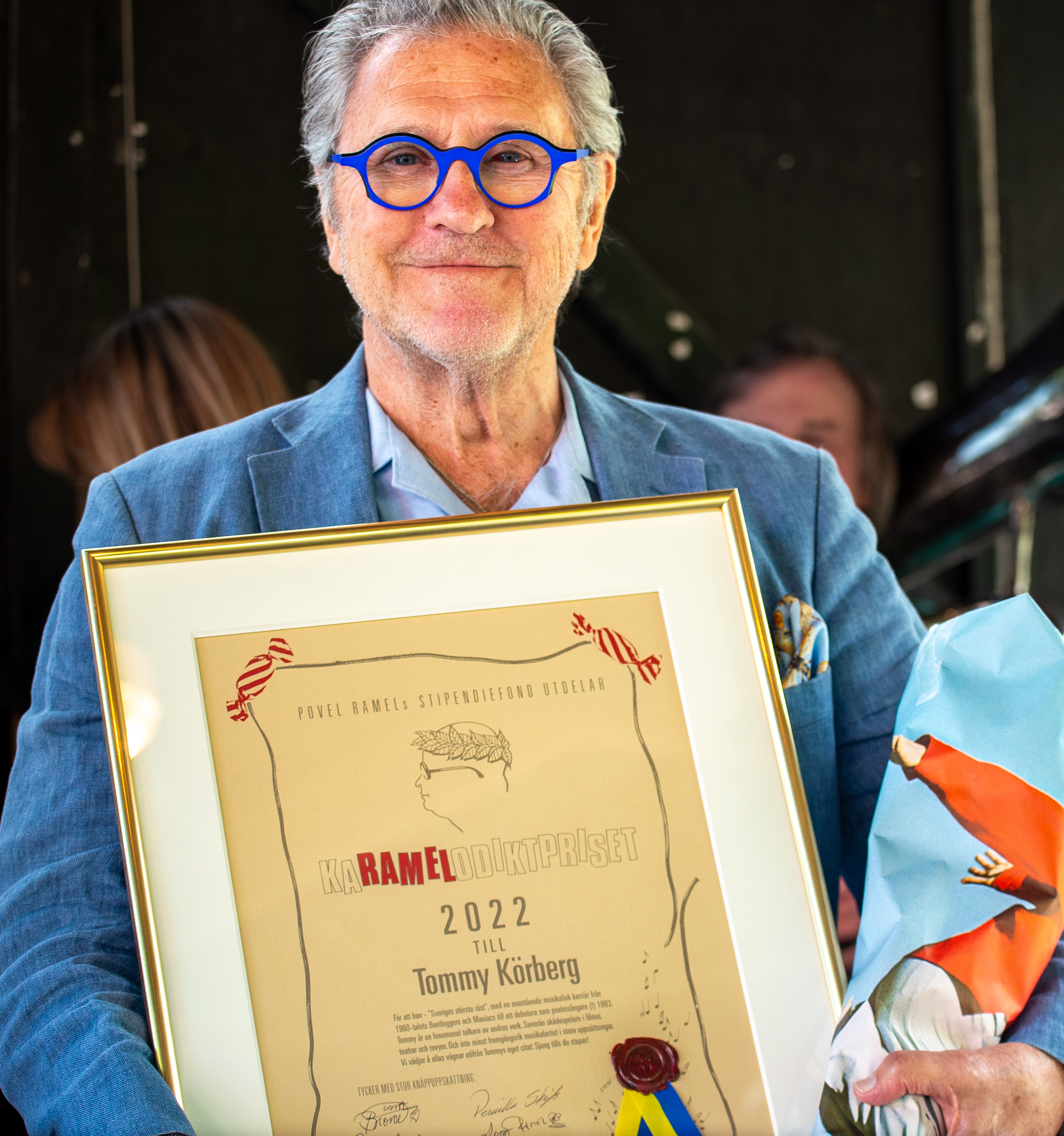
Tommy Körberg får Karamelodiktstipendiet 2022.

- 1969 – Grammis för Tom, Nature Boy i kategorin ”Årets populärdebutant”
- 1984 – Edvardpriset
- 1991 – Guldmasken som ”Bästa manliga musikalartist” för insatsen i Les Misérables
- 1995 – Karl Gerhards hederspris
- 2003 – Guldmasken som ”Bästa manliga musikalartist” för insatsen i Chess
- 2006 – Thore Ehrlings minnesfond
- 2008 – Grammis för ”Årets dansband/schlager” (med Benny Anderssons orkester och Helen Sjöholm)
- 2012 – Cornelis Vreeswijk-stipendiet
- 2019 – Nils Ferlinsällskapets Trubadurpris[37]
- 2021 – Medaljen för tonkonstens främjande
- 2022 – Litteris et Artibus[38]
- 2022 – Karamelodiktstipendiet

### Privatliv

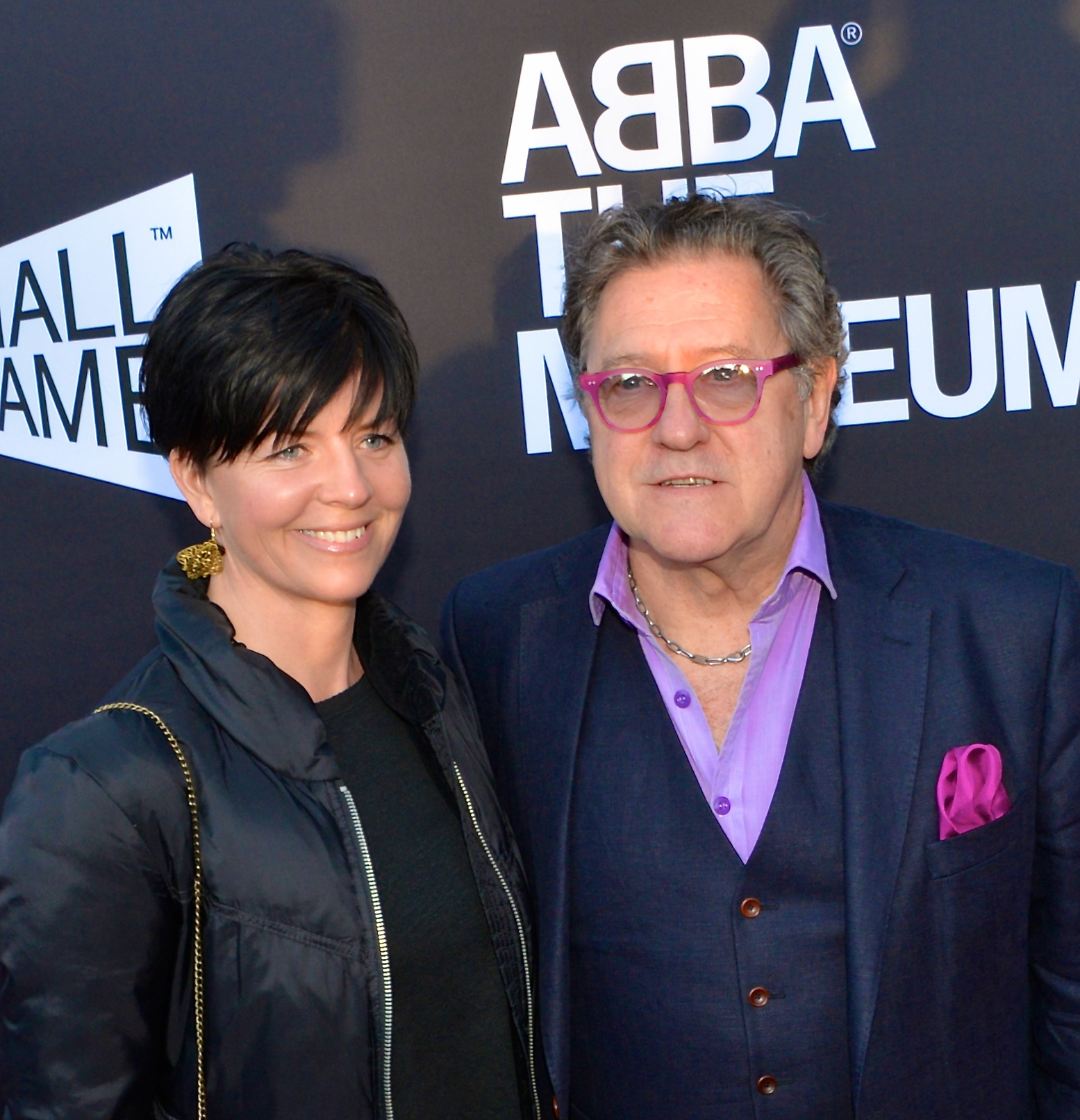
Anne-Charlotte och Tommy Körberg i samband med invigningen av Abbamuseet den 6 maj 2013.

Körberg bor 2025 med sin familj i en lägenhet på Danviksklippan i Stockholm. Han har varit gift tre gånger. År 1988 gifte sig Körberg första gången, med engelskan Amanda Waring och var andra gången gift 1994–2005 med norskan Kirsti Skavberg Roaldsen (född 1956).. Han gifte sig för tredje gången den 14 juli 2007 i Trosa med Anne-Charlotte Nilsson (född 1969).
Tommy Körberg har sonen Anton Körberg (född 1977) tillsammans med Anki Lidén. I andra giftet har han en son född 1996 och i tredje giftet en dotter född 2009.
Han har offentligt talat om att han var en frånvarande pappa till Anton Körberg.
Körbergs syster Anne-Mi dog 1999 av ett autoimmunt tillstånd, som delvis berodde på Sjögrens syndrom. 1995 berättade hon och Körberg om sjukdomen och skapade med familjen en fond till forskning vid Karolinska institutet. Den utlösande faktorn för sjukdomen finns i en defekt gen.

## Diskografi

### Soloalbum
- 1969 – Judy min vän
- 1970 – Tommy
- 1971 – Tommy Körberg
- 1973 – Tommy Körberg sjunger Birger Sjöberg
- 1976 – Den vackraste visan
- 1988 – Spotlight: Tommy Körberg
- 1988 – ...är...
- 1989 – Julen är här
- 1990 – Livslevande
- 1993 – Tommy Körberg – Julen är här
- 1994 – Ravaillac
- 1999 – Sånger för ensamma älskare
- 2000 – Hits
- 2000 – Stilla natt
- 2003 – Gränslös – det bästa med Tommy Körberg (1967–2003)
- 2007 – Tommy Körberg – Rakt upp och ner (CD+DVD)
- 2010 – Songs for Drinkers and Other Thinkers
- 2011 – Tommy Körberg X 4
- 2012 – Sjung tills du stupar
- 2014 – Tommys jul

### Solar Plexus
- 1972 – Solar Plexus
- 1973 – Solar Plexus 2
- 1974 – Det är inte båten som gungar, det är havet som rör sig
- 1975 – Hellre gycklare än hycklare

### Made in Sweden
- 1976 – Where Do We Begin

### Tommy Körberg ochStefan Nilsson
- 1982 – Tommy Körberg & Stefan Nilsson tolkar Jacques Brel

### Tommy Körberg ochKungliga Filharmoniska Orkestern
- 1996 – Evergreens

### Tommy Körberg ochCarl-Axel Dominique
- 1997 – Aniara

### Tommy Körberg ochCarola
- 1997 – The Sound of Music (album)

### Tommy Körberg ochDanny Saucedo
- 2012 – I Can See Myself in You

### Tommy Körberg ochDead by April
- 2017 – For Every Step

### Benny Anderssons orkester
- 2006 – BAO på turné
- 2007 – BAO 3
- 2009 – Story of a Heart

### Medverkande album
- 1997 – Aktuell musikal

Secret Garden
- 2007 – Inside I'm Singing

Arn 2
- 2008 – Alla himlens änglar

Musikaler
- 1983 – Brel – en föreställning som går rakt in i hjärtat
- 1984 – Chess (album)
- 1995 – Sound of Music (Carola och Tommy)
- 2002 – Chess på svenska (album)

Julsamlingar
- 1991 – En riktigt god jul, #1 (Låt Julen Förkunna), 20 (Julen Är Här med Sissel Kyrkjebø)
- 1994 – 110% svensk jul, #2 (Julen Är Här med Sissel Kyrkjebø), 7 (Frälsarbarn), 14 (Julpolska), 20 (Himlens Hemlighet)
- 2000 – Stilla Natt, Tommy Körberg & Oslo Gospel Choir, EMI/Norske Gram
- 2002 – 20 klassiska jullåtar
- 2002 – En nygammal jul
- 2003 – Juletid
- 2004 – Ljuva svenska jul
- 2005 – En bukett med julblommor
- 2005 – Absolute Christmas 2-CD
- 2005 – Svenska folkets julfavoriter
- 2007 – Det bästa med julen 3-CD
- 2007 – It's Christmas
- God Jul 2-CD
- Jul, jul strålande jul/De 20 bästa julmelodierna
- Julfavoriter 3-CD

Blandat
- 1977 – ...med hjärtat fyllt av trots: Arbetarrörelsens kampsånger, tillsammans med Monica Nielsen
- 1987 – Världens Bästa Astrid, #4 (Fattig bonddräng), 8 (Luffarvisan), 11 (Kattvisan med Linus Wahlgren), 17 (Världens bästa Karlsson)
- 1989 – Endnu Engang och Once in Your Arms, tillsammans med Kirsten Siggaard[48]
- 1993 – Möte med musik
- 1993 – Bellman Carl Michael 2-CD
- 2003 – Jag brukar fråga (Stadsmissionen)
- 2003 – Svenska Schlagervinnarna 1958-2003[49] 2-CD
- 2004 – I väntans tider
- 2004 – Ljuva svenska visa 2-CD
- 2005 – En bukett med sommarblommor 2-CD
- 2006 – Mysiga stunder vol 2 2-CD
- 2006 – Vår älskade skärgård 2-CD
- 2007 – En bukett med blommor 2-CD
- 2007 – Mina bästa visor (Bo Nilsson)
- 2007 – Absolute Schlager 2-CD

## Teater

### Roller
| År      | Roll                 | Produktion                                                                | Regi                       | Teater                        |
| ------- | -------------------- | ------------------------------------------------------------------------- | -------------------------- | ----------------------------- |
| 1976    | Medverkande          | Svea Hund Hans Alfredson och Tage Danielsson                              |                            | Göta Lejon                    |
| 1977    | Politikerröster      | Ranstadvalsen Jan Guillou och Gunnar Ohrlander                            | Margaretha Byström         | Dramaten                      |
| 1978    | Orm                  | Röde Orm från Kullen Lars Björkman, Pierre Fränckel och Bengt-Arne Wallin | Pierre Fränckel Conny Borg | Malmö stadsteater             |
| 1982    |                      | Jacques Brel lever än!                                                    |                            |                               |
| 1982    | Billy Benson         | Animalen Lars Johan Werle och Tage Danielsson                             | Tage Danielsson            | Oscarsteatern                 |
| 1983    | Medverkande          | Brel Olle Ljungberg och Sonja Gube                                        | Olle Ljungberg             | Göta Lejon                    |
| 1983–97 |                      | Skinnarspelet                                                             |                            | Malung                        |
| 1986    | Anatolij Sergievskij | Chess Benny Andersson, Björn Ulvaeus och Tim Rice                         | Trevor Nunn                | Prince Edward Theatre, London |
| 1990    | Jean Valjean         | Les Misérables                                                            |                            | Cirkus, Stockholm             |
| 1995    | Kapten von Trapp     | Sound of Music Richard Rodgers och Oscar Hammerstein II                   | Trond Lie                  | Göta Lejon                    |
| 2002    | Anatolij Sergievskij | Chess Benny Andersson, Björn Ulvaeus och Tim Rice                         |                            | Cirkus, Stockholm             |
| 2007    |                      | Guys and Dolls                                                            | Hans Marklund              | Oscarsteatern                 |
| 2007    | Lawrence Jameson     | Rivierans Guldgossar David Yazbek och Jeffrey Lane                        | Bo Hermansson              | Cirkus, Stockholm             |
| 2008    | Doktor Higgins       | My Fair Lady Frederick Loewe och Alan Jay Lerner                          | Tomas Alfredson            | Oscarsteatern                 |
| 2011    | Chefen Ture          | Riktiga män Scott Rankin och Glynn Nicholas                               | Emma Bucht                 | Maximteatern                  |
| 2016    | Medverkande          | Körberg & Dalle på Intiman, show Peter Dalle                              |                            | Intiman                       |

## Filmografi
- 1980 – Sverige åt svenskarna
- 1981 – Olsson per sekund eller Det finns ingen anledning till oro
- 1982 – Alberts underliga resa (TV-serie) (Hästens röst)
- 1984 – Ronja Rövardotter
- 1993 – Drömkåken (som sig själv)
- 1999 – Där regnbågen slutar (som sig själv)
- 1999 – Trettondagsafton
- 2003 – Chess på svenska
- 2005 – Casanova
- 2008 – Svensson, Svensson (ett avsnitt)
- 2015 – Gåsmamman (TV-serie)
- 2016–2017 – Finaste familjen (TV-serie)
- 2018 – Bingolottos uppesittarkväll (TV-serie)
- 2018 – Helt Lyriskt (TV-serie)
- 2020 – Så mycket bättre (TV-serie)
- 2022 – Toppen (TV-serie)

### Dubbningar
- 1981 – Micke och Molle: Vänner när det gäller (röst som Micke)
- 1991 – Skönheten och odjuret (röst som Odjuret)
- 2011 – Hopp (röst som P.H.s pappa)
- 2021 – Sing 2 (röst som Clay Calloway)